# کپورریزه
کپورریزه (نام علمی: Paedocypris) نام یک سرده از تیره کپورماهیان است. این سرده سه گونه دارد که در مالزی و اندونزی زندگی می‌کنند. کپورریزه بارور (Paedocypris progenetica) را کوچک‌ترین گونه ماهی در جهان دانسته‌اند. کوچک‌ترین کپورریزه‌ای بالغی که اندازه‌گیری شده ۹٫۷ میلی‌متر طول داشته است.